# Nawaguńdźara

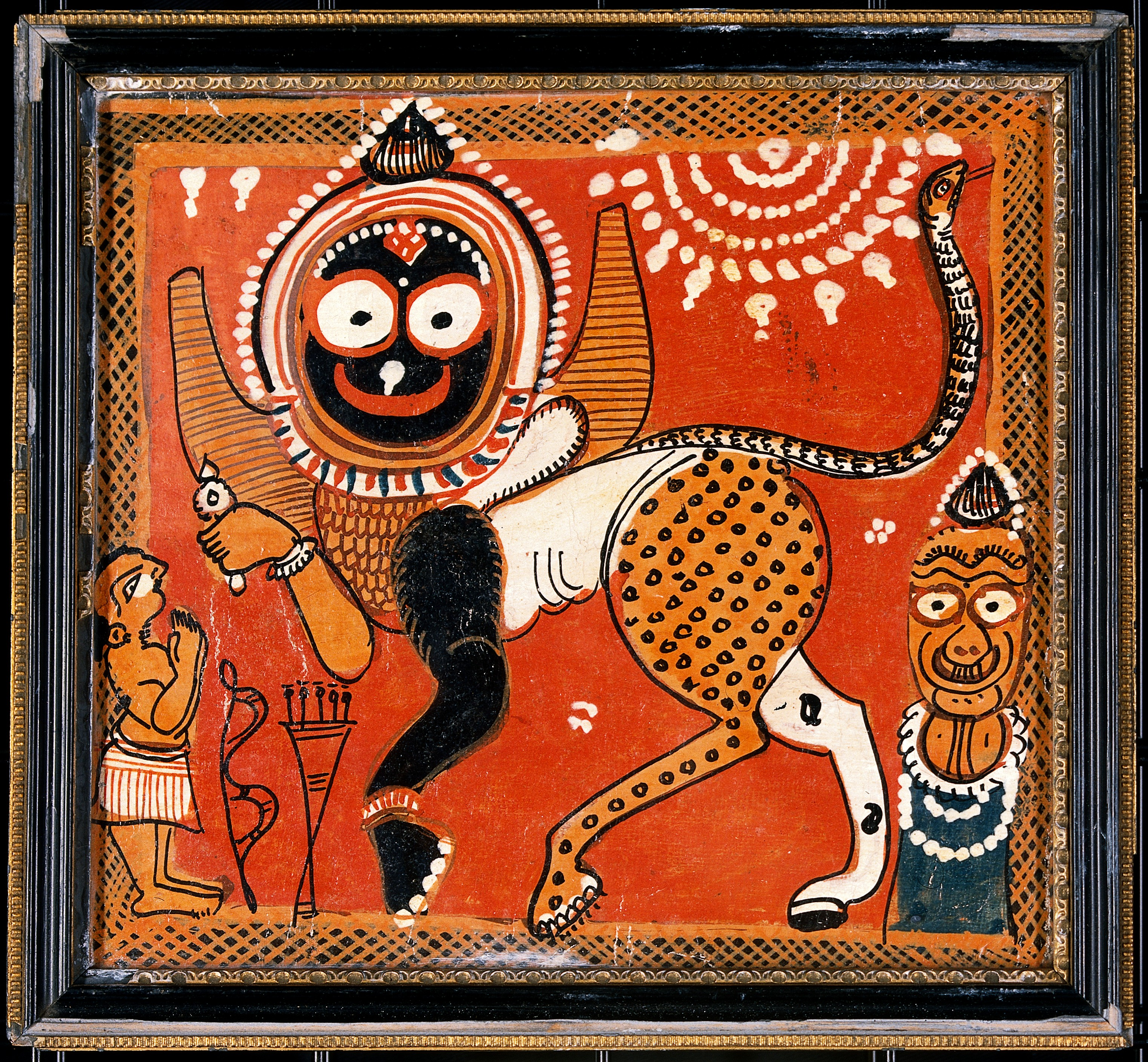
Nawaguńdźara z twarzą Dźagannathy

Nawaguńdźara (Wisznunawaguńdźara) – bóstwo hinduistyczne, szczególna postać kosmicznej formy (wiratrupa) boga Wisznu.
Elementy Nawaguńdźary stanowi dziewięć (nawa) postaci. Głowa bywa w formie głowy koguta lub bóstwa Dźagannatha z Puri (czczonego w szczególności przez wyznawców Wisznu). Wisznu w kosmicznej formie wiratrupy pojawił się przed Ardżuną na jego prośbę. Opisuje to Bhagawadgita, wchodząca w skład Mahabharaty. Wisznu w formie Nawaguńdźary przedstawiony jest w Mahabharacie autorstwa Sarala Dasa z Orisy.